# 第一次哈馬戰役
第一次哈馬戰役（1st Hama offensive）是一場於敘利亞內戰期間的軍事行動，在2012年12月16日爆發，引起方為敘利亞的反對派武裝力量自由敘利亞軍。本次戰役雙方的主要目的是為了控制敘利亞中西部的哈馬省，而最終戰役在敘利亞政府軍的反擊後結束，反對派僅奪下哈馬省北部的幾個城鎮與村莊。 

## 背景
在哈馬省主要受到政府方掌控的狀況之下，為了切斷在阿勒頗的政府軍主要補給路線，反對勢力自由敘利亞軍試圖攻下哈馬省以及首府哈馬，而在2012年12月16日開始進行攻擊。

## 進攻行動
哈馬省的反對勢力在2012年12月16日開始進攻，並給予當地政府軍隊最後通牒，要求48小時內投降。在這兩天之內，敘利亞人權觀察團（SOHR）與自由敘利亞軍的軍事指揮官Qassem Saadeddine宣稱，政府軍已喪失對城鎮哈法雅（Halfaya）、卡法納布達（Kafr Nabudah）、哈雅林（Hayalin）、哈斯拉雅（Hasraya）、艾拉塔明（al-Lataminah）、泰伊巴特艾伊曼（Taybat al-Imam）和卡法塞達（Kafr Zita）的控制，哈馬省西部農村及哈馬北方落入反對勢力手中。而反對勢力從伊德利卜省的邁阿賴努阿曼和（Maarrat al-Nu'man）和吉斯爾舒古爾（Jisr ash-Shugour）向南推進40（25英里）後，遇到小抵抗。反對勢力似乎在48小時內超越了哈馬北方的軍事線進行軍事行動， 而坎謝克亨（Khan Shaykhun）及瑪哈德（Mhardeh）也都遭受攻擊。
反對派宣稱，哈馬市內部也發生了戰鬥。國際分析師則想了解是否軍隊前進霍姆斯和拉塔基亞時重新部署，但未被證實。
12月19日，根據地方協調委員會（LCC），安全部隊在哈雅林外設立檢查關卡，引起外界懷疑是否完全控制哈雅林，而不像其他所攻占的地方一樣狀況。
12月20日，反對勢力攻下村莊摩克（Morek），並包圍阿拉維派的城鎮瑪恩（Maan）與艾特雷沙（al-Tleisa）。
12月23日，LCC和SOHR表示多達300位平民在麵包店前排隊時被戰機轟炸而死亡。敘利亞政府方證實許多婦孺因轟炸死亡，但也指責反對勢力的進攻。
12月26日，政府軍擊退已經進入村莊內的反對方，收復三個阿拉維派的村莊，包括瑪恩在內。
12月29日，卡法納布達有六人因空襲死亡，包括兩名孩童和兩名女人。另外，在泰伊巴特艾伊曼也有一人死於轟炸。
12月30日，政府軍的普通指揮官宣布收復具有戰略性的村莊摩克。
12月31日，軍隊在哈法雅進行轟炸。

## 後續
2013年1月21日，SOHR表示發生在哈馬東部郊區的一個親政府的民兵組織總部，發生汽車炸彈攻擊，造成50人喪生。
1月22日，政府方為了奪回失去的哈馬省北部，再度展開攻勢。政府軍動用了1,500名士兵與100輛坦克，重點攻擊瑪哈德區的奇蘭茲（Karnaz），此處部署了1,000名的反對勢力。二月初，有新聞報導指出反對勢力擔心失去奇蘭茲以及相關的卡法布納達，進而扭轉先前奪得哈馬省北部領土的局勢。
2月6日，54名從事國防相關的政府職員在哈馬附近的艾巴克（al-Buraq），因為一台小巴士在公車站爆炸而喪生。
2月7日，政府軍在16天的戰鬥之後，奪回奇蘭茲。而在兩天前，政府軍也收復了附近的城鎮穆希爾（Mughir），確保哈馬省西部阿拉維派村莊的走廊地帶。